# Ділан Таваріш
Ділан Таваріш дос Сантуш (порт. Dylan Tavares dos Santos; нар. 30 серпня 1996, Женева, Швейцарія) — швейцарський та кабовердійський футболіст, лівий захисник клубу «Ксамакс» та національної збірної Кабо-Верде.

## Клубна кар'єра
Вихованець клубу «Лозанна Уші». Дорослу футбольну кар'єру розпочинав у нидчолігових швейцарських клубах «Етуаль» (Каруж) та «Стад Ньйон». На початку липня 2016 року перейшов до молодіжної команди «Серветта», за яку провів 19 поєдинків. З 2017 по 2018 рік захищав кольори «Івердона».
Наприкінці липня 2018 року повернувся до «Лозанна Уші». У сезоні 2018/19 років допоміг команді виграти Лігу 1 (третій дивізіон чемпіонату Швейцарії). У Челендж-лізі (другий за силою чемпіонат Швейцарії) дебютував 20 липня 2019 року в програному (1:2) виїзному поєдинку 1-го туру проти «Грассгоппера». Ділан вийшов на поле в стартовому складі та відіграв увесь матч, а на 65-й хвилині отримав довту картку. Першим голом у Челендж-лізі відзначився 20 червня 2020 року на 87-й хвилині нічийного (2:2) поєдинку 25-го туру проти «Крієнса». Таваріш вийшов на поле на 57-й хвилині, замінивши Каріма Газзетту, а на 88-й хвилині отримав жовту картку. За три сезони, проведені в команді, в чемпіонатах Швейцарії зіграв 70 матчів та відзначився 4-ма голами.
23 липня 2021 року підписав 1-річний контракт з «Ксамаксом». У футболці невшательського клубу дебютував 10 серпня 2021 року в переможному (4:2) домашньому поєдинку 1-го туру Челендж-ліги проти «Аарау». Ділан вийшов на поле на 46-й хвилині, замінивши Матьйо Гонсалвеса. Першим голом за «Ксамакс» відзначився 14 серпня 2021 року на 42-й хвилині переможного (6:0) виїзного поєдинку 1-го раунду кубку Швейцарії проти «Лагена/Альтендорфа».

## Кар'єра в збірній
Народився в Швейцарії в родині вихідців з Кабо-Верде. Перший виклик до збірної Кабо-Верде отримав у жовтні 2020 року на товариські матчі. Дебютував за національну команду 7 жовтня 2020 року в переможному (2:1) товариському матчі проти Андорри.
Потрапив до списку гравців, які поїхали на Кубок африканських націй 2021 року.

## Статистика виступів

### У збірній
| Дата       | Місто            | Господарі                        | Результат | Гості        | Турнір                                    | Голи | Примітки |
| ---------- | ---------------- | -------------------------------- | --------- | ------------ | ----------------------------------------- | ---- | -------- |
| 7-10-2020  | Андорра-ла-Велья | Андорра                          | 1 – 2     | Кабо-Верде   | товариський матч                          | -    |          |
| 17-11-2020 | Кігалі           | Руанда                           | 0 – 0     | Кабо-Верде   | Відбір до Кубка африканських націй 2021   | -    | 73'      |
| 26-3-2021  | Прая             | Кабо-Верде                       | 3 – 1     | Камерун      | Відбір до Кубка африканських націй 2021   | -    |          |
| 30-3-2021  | Мапуту           | Мозамбік                         | 0 – 1     | Кабо-Верде   | Відбір до Кубка африканських націй 2021   | -    |          |
| 8-6-2021   | Тієс             | Сенегал                          | 2 – 0     | Кабо-Верде   | товариський матч                          | -    |          |
| 1-9-2021   | Дуала            | Центральноафриканська Республіка | 1 – 1     | Кабо-Верде   | Відбір до ЧС 2022                         | -    |          |
| 7-9-2021   | Мінделу          | Кабо-Верде                       | 1 – 2     | Нігерія      | Відбір до ЧС 2022                         | 1    |          |
| 9-1-2022   | Яунде            | Ефіопія                          | 0 – 1     | Кабо-Верде   | Кубок африканських націй 2021 - 1-й раунд | -    |          |
| 13-1-2022  | Яунде            | Кабо-Верде                       | 0 – 1     | Буркіна-Фасо | Кубок африканських націй 2021 - 1-й раунд | -    | 36' 70'  |
| Усього     |                  | Матчів                           | 10        |              | Голів                                     | 1    |          |

## Досягнення
«Лозанна-Уши»
- Ліга 1 Швейцарії
  -  Чемпіон (1): 2018/19